# Tramway de Rostov-sur-le-Don
Le tramway de Rostov-sur-le-Don (en russe:Трамвай Ростова-на-Дону) est le réseau de tramways de la ville de Rostov-sur-le-Don, en Russie. Le réseau est composé de cinq lignes. Il a été officiellement mis en service en 1887.